# Miner pit-rogenc
El miner pit-rogenc (Sclerurus scansor) és una espècie d'ocell de la família dels furnàrids (Furnariidae).

## Hàbitat i distribució
Viu entre la malesa dels boscos del nord-est, centre i est del Brasil, est del Paraguai i nord-est de l'Argentina.

## Taxonomia
La població del nord-est de Brasil és, de vegades, considerada una espècie de ple dret:
- miner de Ceará[3](Sclerurus cearensis E.Snethlage, 1924).